# Преодница (лист 1891)
Преодница: лист за књижевност и уметност је часопис који је излазио у Београду током 1891. године. Уредник је био Војислав Илић.

## Историјат
Први број Преоднице изашао је 5. јануара, а последњи 15. маја 1891. године. Часопис је личио на Преодницу из 1884. године и по садржини и по сарадницима, иако је имао и неке нове сараднике. Око Преоднице су се окупили и Симо Матавуљ, Јанко Веселиновић, Илија Вукићевић.
Народне песме, песме, приповетке и преводи су везивани за периодику из тог времена. Остало је указивало на појаву модерног и за оно време веома добро уређиван часопис. Драгутин Илић се дотакао у есеју Наша критика  на проблеме књижевне критике и упућује наше прозне писце на дела руских писаца (Тургењева, Достојевског, Толстоја и Гаршина) који су створили оригинална дела. У листу нема чланака из науке , али су изостали и они из уметности. Такође нема илустрација и прилога из ликовне уметности. У рубрици Бележака постоје записи о најзначајнијим књигама и појавама из науке, економије, привреде, политике, културе Србије и Европе.

### Редакција листа
Редакцију су представљали Војислав Илић, Драгутин Илић, Јанко Веселиновић, Илија Вукићевић, Бранислав Нушић, Светислав Симић. Од броја 4 власник и уредник је Драгутин Илић.

### Периодичност излажења
Лист је излазио три пута месечно, 5. 15. и 25. у месецу.

### Тематика
Објављиване су песме Војислава Илића (Зимско јутро), Алексе Шантића. Преводе се приповетке Достојевског и Дикенса. Ту се налазе и песме о Краљевићу Марку. Интересантна је рубрика Бележке 
- Песме
- Приповетке
- Преводи
- Народне песме
- Есеји
- Књижевна критика

## Сарадници
- Јанко Веселиновић
- Илија Вукићевић
- Драгомир Брзак
- Тихомир Р. Ђорђевић
- Никола Ћорић
- Војислав Илић
- Милутин Илић
- Милорад Митровић
- Бранислав Нушић
- Риста Одавић
- Милорад Поповић Шапчанин
- Алекса Шантић
- Симо Матавуљ[4]
- Душан Ђокић[5]